# 順天陶氏
順天陶氏（スンチョンドし、朝鮮語: 순천도씨）は、朝鮮の氏族の一つ。本貫は全羅南道順天市である。2015年の調査では、829人である。
陶氏は、中国陶唐氏に起源をもつ姓氏である。順天陶氏の始祖は、中国元朝の進士として、高麗忠烈王に降嫁された荘穆王后の師父として高麗に入国した陶球元である。陶球元は、順天に定着し、順天陶氏を創始した。